# Sporidesmium doliiforme
Sporidesmium doliiforme är en svampart som beskrevs av Minter & Hol.-Jech. 1981. Sporidesmium doliiforme ingår i släktet Sporidesmium, ordningen Pleosporales, klassen Dothideomycetes, divisionen sporsäcksvampar och riket svampar.   Inga underarter finns listade i Catalogue of Life.